# Pull Me Under
"Pull Me Under" é a primeira faixa e o segundo single do álbum Images and Words de 1992, da banda estadunidense de metal progressivo Dream Theater. A canção teve boa aceitação nas rádios e foi bastante divulgada na MTV. É considerada a obra mais conhecida do Dream Theater.
O título original era "Oliver's Twist". Embora a banda tenha desfrutado de sucesso na MTV e nas rádios na época do seu lançamento, continuaram afastados da mídia. "Pull Me Under" continua a ser executada em apresentações regularmente, e na época atingiu o décimo lugar na parada de rock da Billboard. Por ter sido o único single do Dream Theater a atingir tal popularidade, a canção é referenciada como o hit no título da coletânea Greatest Hit (...and 21 Other Pretty Cool Songs) — O Maior Hit (...e Outras 21 Músicas Bem Legais). O título desta coletânea é uma paródia aos álbuns de "maiores sucessos" frequentemente lançados por outras bandas, pelo ponto de vista que o Dream Theater só teve um único "maior sucesso".
A letra, escrita pelo tecladista Kevin Moore, refere-se à peça teatral Hamlet, de William Shakespeare, e é narrada do ponto de vista do Príncipe Hamlet. A letra ecoa o desejo de Hamlet a vingar-se pela morte de seu pai à custa de sua própria sanidade. Nos momentos finais da música, o vocalista James LaBrie canta um trecho diretamente retirado da peça: "Oh that this too, too solid flesh would melt".
A faixa é tocável no jogo Guitar Hero World Tour, embora a versão seja uma remix de 2007.